# Чекмин
Чекмин је насељено место града Лесковца у Јабланичком округу. Према попису из 2022. било је 732 становника (према попису из 2002. било је 915 становника). Село Чекмин налази се на источној избочини побрђа Добре Главе и западној ивици Лесковачког поља. Кроз село протиче поток који мештани називају Чекминском реком, а који је лева притока Јужне Мораве. Село је саобраћајницама добро повезано са регионалним путем Ниш-Лесковац. Од Лесковца је удаљено 16 километара. Најзначајнија делатност становништва је пољопривреда, пре свега производња кромпира и паприке али и осталих повртарских култура, као и воћарство и виноградарство. До пре петнаестак година у Чекмину је постојало купалиште, познатије као "Јаз“. Иначе, атар села Чекмин поред обрадиве земље располаже и великом површином под шумама. У близини села постоји велики број извора пијаће воде. У Чекмину се врши и ископ земље за потребе производње грађевинског материјала. Сеоска слава, која се у овом делу земље назива "литије", је Бели петак, хришћански празник који мења датум и пада у први петак након Тројица.

## Историја
Чекмин је једно од најстаријих насељених места лесковачког краја, о чему сведоче остаци некадашњих насеобина на више локалитета у непосредној близини данашњег села, као и називи самих тих локалитета. На локалитетима "Кућиште" и "Селиште" пронађени су трагови који потичу из периода неолита, односно млађег каменог доба. Први писани траг села Чекмин се ипак може наћи тек у турским пописним књигама из 15. века. Постоји више мишљења о настанку назива села. Једно од њих везује се за легенду о томе да су на месту данашњег села некада постављана ловачка чекала, ради лова на ситну и крупну дивљач, тако да је назив места у ствари кованица скраћеница "чек" и "мин", од речи чекати и минути. У селу Чекмин је некада постојала црква посвећена Светом Илији, порушена за време Турака. Иначе, село је ослобођено од Турака 21.12.1877. године. Мештани Чекмина су били учесници и Балканских ратова, Првог и Другог светског рата. Чекмин је у Првом светском рату ослобођен 07.10.1918. године, а у Другом светском рату 12.10.1944. године. Велики број становника учествовао је и у ратовима у последњој деценији 20. века. Занимљиво је да је у атару села Чекмин због лова боравио и краљ Милан Обреновић. Чекмин помиње и Ђуро Даничић у свом делу "Српски акценти", у расправи о начину акцентовања имена села.

## Образовање, спорт и култура
У Чекмину ради четвороразредна основна школа, која функционише као издвојено одељење Основне школе "Вук Караџић" из Печењевца. Иначе, прва школа у селу Чекмин почела је са радом на дан Светог Саве, 27.01.1935. године. Школа је у почетку радила као издвојено одељење основне школе у Печењевцу, али је одлуком Министарства просвете Краљевине Југославије 1940. године, због великог броја ученика, прерасла у самосталну државну школу, под називом "Петар Кочић“. Зграда прве школе веома је оштећена 1944. године од стране немачких војника, због чега се после рата приступило изградњи нове школске зграде. Нова школа је саграђена 1948. године и коришћена је до 1992. године. Од 1992. године у употреби је савремена школска зграда, која располаже тереном за кошарку и мали фудбал.
У Чекмину постоји истоимени фудбалски клуб, ФК Чекмин, који се у сезони 2012/2013. такмичи у Јабланичкој окружној лиги. Фудбалски клуб је основан 1947. године под називом ФК Пролетер, да би од 1965. до 1998. године носио назив ФК Победа. У селу је 1965. године основано и Културно уметничко друштво "Чекмин" које је током рада забележило завидне успехе. Чекмински атар је познат као квалитетно ловиште, којим газдује Ловачко удружење Добра Глава са седиштем у Печењевцу, због чега се значајан број мештана из хобија бави ловом.

## Демографија
У насељу Чекмин живи 728 пунолетних становника, а просечна старост становништва износи 42,2 година (40,8 код мушкараца и 43,5 код жена). У насељу има 275 домаћинстава, а просечан број чланова по домаћинству је 3,33. Последњих деценија у Чекмину је забележен значајан тренд исељавања у иностранство, Лесковац, Београд и друге градове у Србији, који ипак није масован као у неким другим местима у овом делу лесковачког краја.
Ово насеље је великим делом насељено Србима (према попису из 2002. године).
|  |

| Демографија | Демографија | Демографија |
| Година      | Становника  | Становника  |
| ----------- | ----------- | ----------- |
| 1948.       | 1.171       |             |
| 1953.       | 1.189       |             |
| 1961.       | 1.229       |             |
| 1971.       | 1.207       |             |
| 1981.       | 1.169       |             |
| 1991.       | 1.057       | 1.020       |
| 2002.       | 915         | 982         |
| 2011.       | 820         |             |
| 2022.       | 732         |             |

| Етнички састав према попису из 2002.‍ | Етнички састав према попису из 2002.‍ | Етнички састав према попису из 2002.‍ | Етнички састав према попису из 2002.‍ | Етнички састав према попису из 2002.‍ |
| ------------------------------------ | ------------------------------------ | ------------------------------------ | ------------------------------------ | ------------------------------------ |
|                                      |                                      |                                      |                                      |                                      |
| Срби                                 | Срби                                 |                                      | 913                                  | 99,78%                               |
| Руси                                 | Руси                                 |                                      | 1                                    | 0,10%                                |
| непознато                            | непознато                            |                                      | 1                                    | 0,10%                                |

| Година пописа     | 1948. | 1953. | 1961. | 1971. | 1981. | 1991. | 2002. |
| ----------------- | ----- | ----- | ----- | ----- | ----- | ----- | ----- |
| Број домаћинстава | 169   | 182   | 210   | 246   | 278   | 280   | 275   |

| Број чланова      | 1  | 2  | 3  | 4  | 5  | 6  | 7 | 8 | 9 | 10 и више | Просек |
| ----------------- | -- | -- | -- | -- | -- | -- | - | - | - | --------- | ------ |
| Број домаћинстава | 43 | 63 | 52 | 39 | 42 | 29 | 6 | 1 | 0 | 0         | 3,33   |

| Пол    | Укупно | Неожењен/Неудата | Ожењен/Удата | Удовац/Удовица | Разведен/Разведена | Непознато |
| ------ | ------ | ---------------- | ------------ | -------------- | ------------------ | --------- |
| Мушки  | 378    | 81               | 264          | 30             | 3                  | 0         |
| Женски | 386    | 45               | 266          | 70             | 5                  | 0         |
| УКУПНО | 764    | 126              | 530          | 100            | 8                  | 0         |

| Пол    | Укупно                    | Пољопривреда, лов и шумарство | Рибарство                            | Вађење руде и камена | Прерађивачка индустрија       |
| ------ | ------------------------- | ----------------------------- | ------------------------------------ | -------------------- | ----------------------------- |
| Мушки  | 229                       | 102                           | 0                                    | 0                    | 58                            |
| Женски | 204                       | 182                           | 0                                    | 0                    | 11                            |
| УКУПНО | 433                       | 284                           | 0                                    | 0                    | 69                            |
| Пол    | Производња и снабдевање   | Грађевинарство                | Трговина                             | Хотели и ресторани   | Саобраћај, складиштење и везе |
| Мушки  | 2                         | 25                            | 14                                   | 0                    | 5                             |
| Женски | 0                         | 0                             | 7                                    | 0                    | 0                             |
| УКУПНО | 2                         | 25                            | 21                                   | 0                    | 5                             |
| Пол    | Финансијско посредовање   | Некретнине                    | Државна управа и одбрана             | Образовање           | Здравствени и социјални рад   |
| Мушки  | 0                         | 0                             | 9                                    | 4                    | 1                             |
| Женски | 0                         | 0                             | 0                                    | 1                    | 2                             |
| УКУПНО | 0                         | 0                             | 9                                    | 5                    | 3                             |
| Пол    | Остале услужне активности | Приватна домаћинства          | Екстериторијалне организације и тела | Непознато            | Непознато                     |
| Мушки  | 5                         | 0                             | 0                                    | 4                    | 4                             |
| Женски | 0                         | 0                             | 0                                    | 1                    | 1                             |
| УКУПНО | 5                         | 0                             | 0                                    | 5                    | 5                             |